# 第二辅助军团

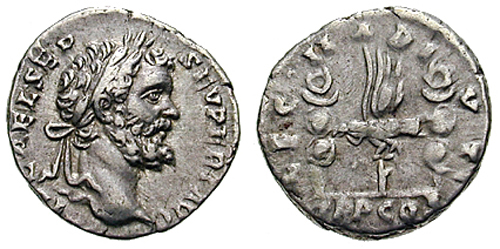
第二辅助军团的相关文物

第二辅助军团（英語：Legio II Adiutrix）古罗马军队建制名称。由罗马帝国君主韦斯伯芗于公元70年建立，约存在于公元4世纪初期。活动于古罗马所统治的下日耳曼尼亚等地区并发挥作用，具有重要地影响与积极意义。